# Пига гаянська
Пи́га гаянська (Lipaugus vociferans) — вид горобцеподібних птахів родини котингових (Cotingidae). Мешкає в Південній Америці.

## Опис

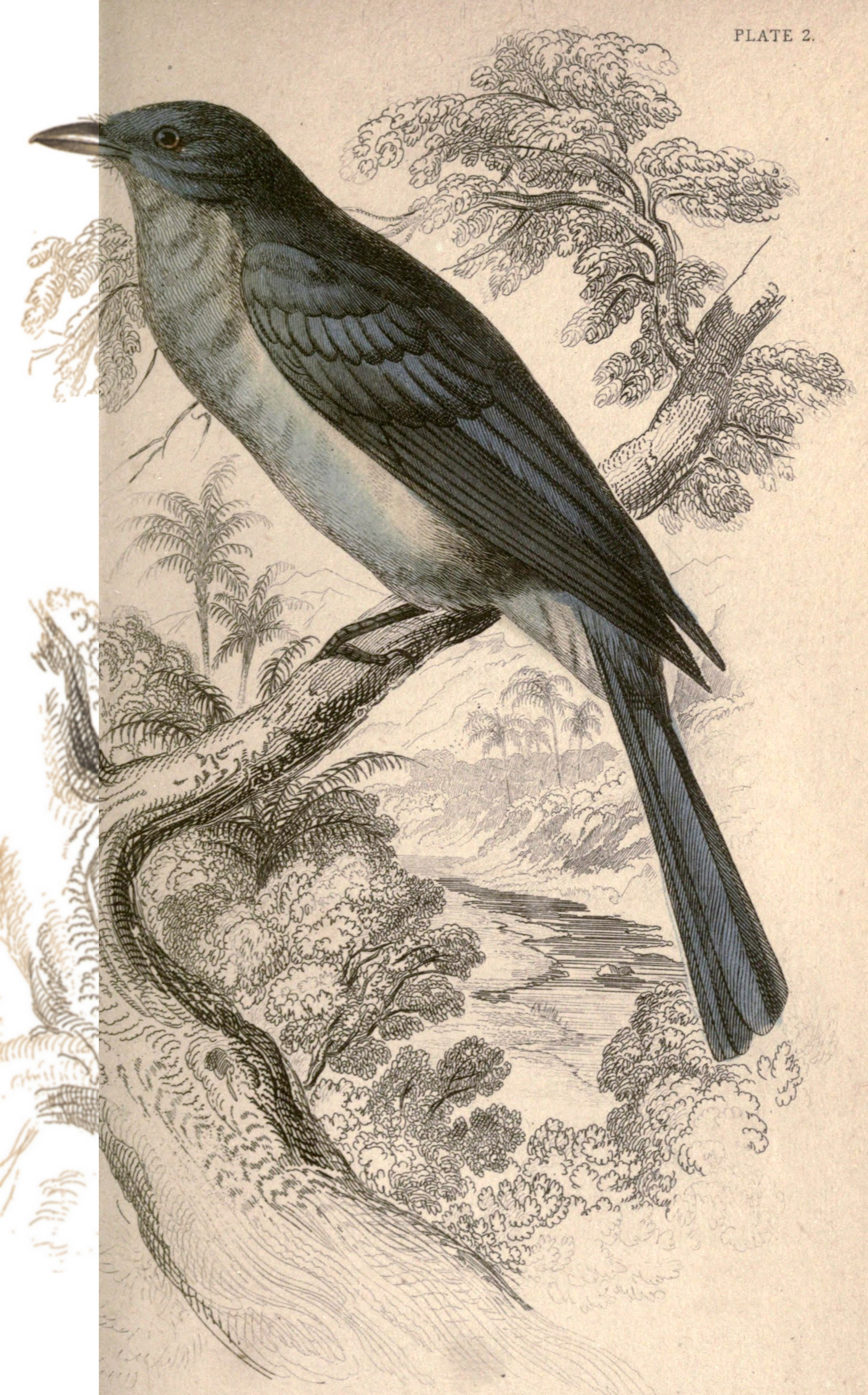
Гаянська пига

Довжина птаха становить 25 см, вага 80 г. Виду не притаманний статевий диморфізм. Забарвлення переважно тьмяно-сіре, крила і хвіст дещо більш темні, нижня частина тіла дещо блідіша. Молоді птахи мають сіре забарвлення з коричневим або іржастим відтінком.
Гаянські пиги мають незвичайно гучний голос, гучність якого може досягати 116 дБ, який поступається лише голосу білої арапонги. Під час сезону розмноження до десяти самців збираються на токовищах, де вони співають, щоб привабити самиць. 

## Поширення і екологія
Гаянські пиги мешкають в Колумбії, Еквадорі, Перу, Болівії, Бразилії, Венесуелі, Гаяні, Суринамі і Французькій Гвіані. Вони живуть в середньому ярусі вологих тропічних лісів. Зустрічаються переважно на висоті до 500 м над рівнем моря, місцями на висоті до 1400 м над рівнем моря. Живляться плодами, іноді також комахами.